# 테드 루이스

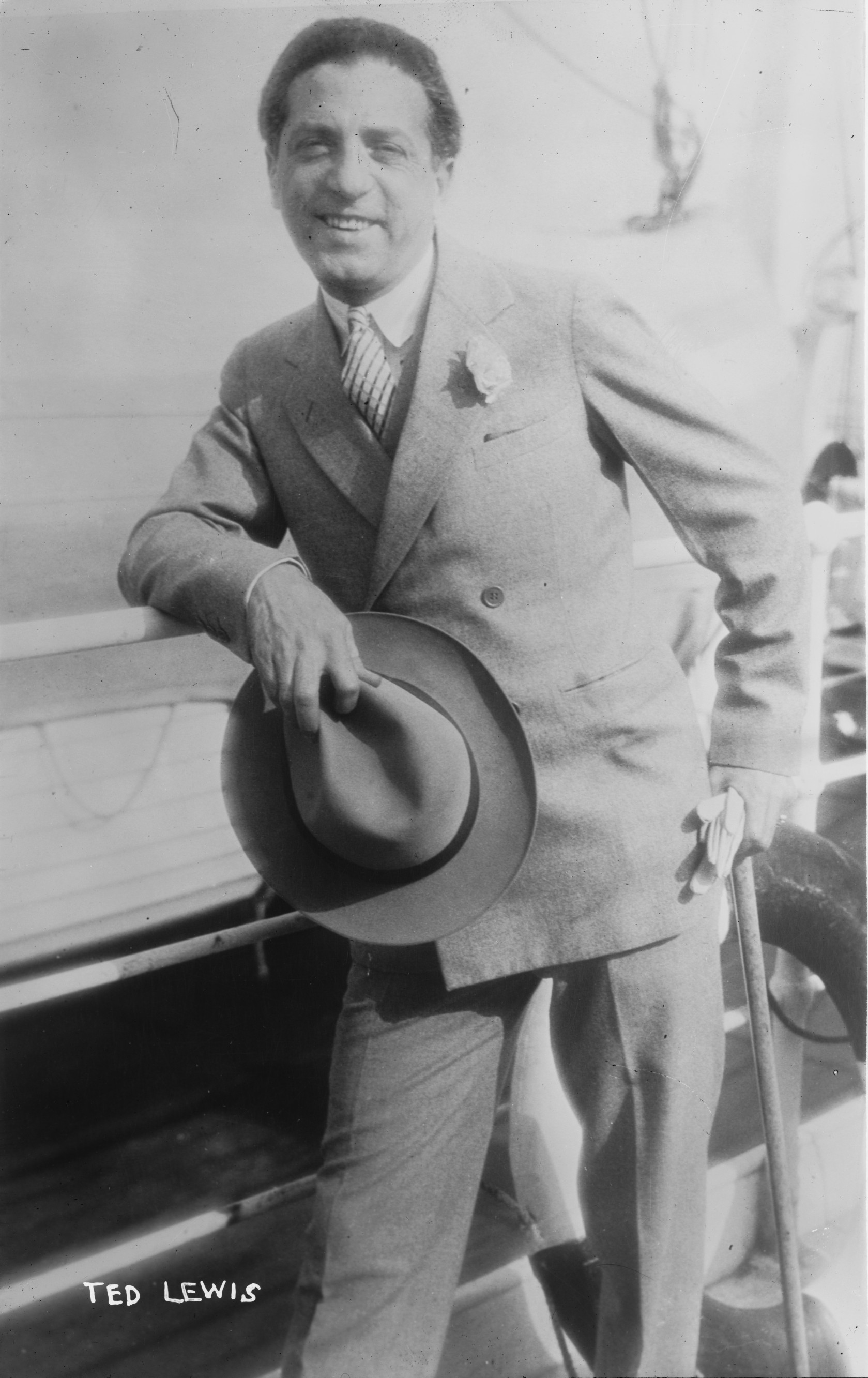

테드 루이스(Ted Lewis, 1890년 6월 6일 ~ 1971년 8월 25일)는 미국의 엔터테이너, 밴드리더, 가수, 음악가이다. 재즈, 코미디, 노스텔지어를 결합한 밴드와 투어링 스테이지 쇼로 방향을 틀었으며 제2차 세계대전 전후로 미국 대중에게 히트를 쳤다.
오하이오주 서클빌에서 태어났다. 10대에 뉴욕에 등장한 뉴올리언스 재즈 음악가들을 흉내내기 시작한 최초의 북부 음악가들 중 한 명이다.